# Николо-Александровский сельсовет (Ставропольский край)
Николо-Александровский сельсовет — упразднённое сельское поселение в Левокумском районе Ставропольского края Российской Федерации.
Административный центр — село Николо-Александровское.

## История
Статус и границы сельского поселения установлены Законом Ставропольского края от 4 октября 2004 год № 88-КЗ «О наделении муниципальных образований Ставропольского края статусом городского, сельского поселения, городского округа, муниципального района».
С 16 марта 2020 года, в соответствии с Законом Ставропольского края от 31 января 2020 г. № 10-кз, все муниципальные образования Левокумского муниципального района были преобразованы путём их объединения в единое муниципальное образование Левокумский муниципальный округ.

## Население
| 1989  | 2002  | 2010  | 2011  | 2012  | 2013  | 2014  | 2015  | 2016  |
| ----- | ----- | ----- | ----- | ----- | ----- | ----- | ----- | ----- |
| 2603  | ↗3006 | ↘2891 | ↘2883 | ↘2838 | ↘2808 | ↘2772 | ↘2768 | ↘2755 |
| 2017  | 2018  | 2019  | 2020  |       |       |       |       |       |
| ↘2754 | ↘2722 | ↘2690 | ↘2676 |       |       |       |       |       |

### Национальный состав
По итогам переписи населения 2010 года проживали следующие национальности (национальности менее 1 %, см. в сноске к строке "Другие"):
| Национальность | Численность | Процент |
| -------------- | ----------- | ------- |
| Русские        | 1319        | 45,62   |
| Даргинцы       | 1203        | 41,61   |
| Чеченцы        | 107         | 3,70    |
| Аварцы         | 83          | 2,87    |
| Табасараны     | 49          | 1,69    |
| Другие         | 130         | 4,50    |
| Итого          | 2891        | 100,00  |

## Состав сельского поселения
| № | Населённый пункт       | Тип населённого пункта       | Население |
| - | ---------------------- | ---------------------------- | --------- |
| 1 | Ленинский              | посёлок                      | →900      |
| 2 | Николо-Александровское | село, административный центр | ↘1354     |